# Nicky, Ricky, Dicky i Dawn
Nicky, Ricky, Dicky i Dawn (ang. Nicky, Ricky, Dicky & Dawn, 2014-2018) – amerykański serial komediowy stworzony przez Matta Fleckensteina oraz wyprodukowany przez wytwórnię Nickelodeon Productions.
Premiera serialu miała miejsce w Stanach Zjednoczonych 13 września 2014 roku na amerykańskim Nickelodeon. W Polsce serial zadebiutował 29 listopada 2014 roku na antenie Nickelodeon Polska.
Dnia 18 listopada 2014 roku ogłoszono, że stacja Nickelodeon dostała zamówienie na drugi sezon.

## Fabuła
Serial opowiada o perypetiach rodziny Harperów – Toma (Brian Stepanek) i Anny (Allison Munn) oraz dziesięcioletnich czworaczków – Nicky’ego (Aidan Gallagher), Ricky’ego (Casey Simpson), Dicky’ego (Mace Coronel) oraz Dawn (Lizzy Greene). Dziewczynka aspiruje do przewodzenia rodzeństwem, bo jest starsza o cztery sekundy. Dzieci mają różne charaktery, ale żadne nie daje się nikomu podporządkować. Wspólnie rozwiązują swoje problemy dzieciństwa.

## Bohaterowie
- Dawn Abigail Harper (Lizzy Greene) – córka Anny i Toma oraz siostra Nicky’ego, Ricky’ego i Dicky’ego, najstarsza z czworaczków. Uwielbia sporty np. Piłka nożna, Koszykówka itd.
- Richard Jared „Ricky” Harper (Casey Simpson) – syn Anny i Toma oraz brat Dicky’ego i Nicky’ego oraz siostry Dawn, drugi najstarszy z czworaczków. Jest najmądrzejszy z czworaczków i lubi się uczyć
- Douglas Steven „Dicky” Harper (Mace Coronel) – syn Anny i Toma oraz brat Ricky’ego i Nicky’ego oraz siostry Dawn, trzeci z czworaczków. Jest zawsze wyluzowany.
- Nicholas Daniel „Nicky” Harper (Aidan Gallagher) – syn Anny i Toma oraz brat Ricky’ego i Dicky’ego oraz siostry Dawn, najmłodszy z czworaczków. Uwielbia gotować
- Chantall Anne Harper (Allison Munn) – żona Toma oraz matka Nicky’ego, Ricky’ego, Dicky’ego oraz Dawn. Używa drugiego imienia ‘Anne’, bo za pierwszym nie przepada.
- Thomas „Tom” Harper (Brian Stepanek) – mąż Anny oraz ojciec Nicky’ego, Ricky’ego, Dicky’ego oraz Dawn. Wraz z żoną prowadzi sklep „Żyj sportowo”.
- Mae Beatrice Valentine (Kyla Drew Simmons) – najlepsza przyjaciółka Dawn. Na początku jest postacią drugoplanową, lecz od sezonu 3 staje się główną postacią i zaczyna pojawiać się we wszystkich odcinkach. Nazywana „piątym czworaczkiem”, gdyż często przeżywa z nimi przygody.
- Josie Cooper (Gabrielle Elyse) – współpracowniczka w sklepie sportowym Toma.

## Wersja polska
Wersja polska: na zlecenie Nickelodeon Polska – Start International Polska

Reżyseria: Marek Klimczuk

Dialogi polskie: Marcin Bartkiewicz

Dźwięk i montaż:
- Monika Szuszkiewicz (odc. 1-26, 31, 33, 35, 37, 42-43, 45-51, 54-56, 60-66, 70, 74),
- Jerzy Wierciński (odc. 30, 32, 36, 38, 40)

Kierownictwo produkcji: Anna Kuszewska

Nadzór merytoryczny: Katarzyna Dryńska

Udział wzięli:
- Natalia Jankiewicz – Dawn
- Jakub Jankiewicz – Nicky
- Maksymilian Zdybicki – Ricky (odc. 1-20)
- Bernard Lewandowski –
  - Ricky (odc. 21-74),
  - Dougie (odc. 13),
  - Phil Jr. Milbank (odc. 20)
- Marek Moryc – Dicky
- Monika Kwiatkowska – Anna Harper
- Tomasz Borkowski – Tom Harper

W pozostałych rolach:
- Przemysław Wyszyński –
  - Kenny (odc. 1),
  - Wilson (odc. 15),
  - Carmichael (odc. 53),
  - Big Bill (odc. 57)
- Anna Sroka-Hryń –
  - pani Thomas (odc. 1),
  - pani Bing (odc. 63),
  - Erica Knightly (odc. 68)
- Elżbieta Kopocińska –
  - Jamie (odc. 1),
  - dyrygentka (odc. 24),
  - głos z tabletu (odc. 32)
- Julia Siechowicz – Mae Valentine (odc. 2, 5, 11, 14-15, 21-23, 27, 34, 38-39, 41-50)
- Miłogost Reczek – głos psa (odc. 2)
- Jacek Kopczyński –
  - Rod Dynamite (odc. 3),
  - docent Bob (odc. 12, 34),
  - dr Miller (odc. 18),
  - juror konkursu (odc. 65)
- Agnieszka Kunikowska –
  - Tiffany Dynamite (odc. 3),
  - Veronica Miller (odc. 9),
  - pani Nakamura (odc. 28)
- Magdalena Wasylik –
  - Tess Dynamite (odc. 3),
  - Denise (odc. 17),
  - Josie (odc. 20),
  - Molly (odc. 23),
  - Jenna (odc. 25),
  - Syd (odc. 44),
  - Emma Kramden (odc. 47, 50, 66),
  - Rose Dirken (odc. 68)
- Agata Paszkowska –
  - Josie (odc. 3-5, 9-11, 12-19),
  - Tori (odc. 61)
- Przemysław Stippa – Grizz Kojot (odc. 4)
- Ryszard Olesiński – Profesor Feldstein (odc. 4)
- Janusz Wituch –
  - spiker w telewizji (odc. 4, 6, 26, 31),
  - złodziej (odc. 9),
  - lokaj (odc. 9),
  - mężczyzna zamawiający hot-doga (odc. 24)
- Jacek Król –
  - farmer w filmie (odc. 4),
  - Loony Tusk (odc. 66),
  - „Bobas” (odc. 72)
- Marta Dylewska –
  - Velma (odc. 4),
  - Alex Morgan (odc. 12),
  - Lucy (odc. 21),
  - Daphne (odc. 25),
  - Simone (odc. 53),
  - Tekstowa Tina (odc. 59),
  - dyrektorka (odc. 67),
  - Piruetka (odc. 68),
  - Sadie (odc. 69-70, 72-74)
- Michał Mostowiec –
  - Mack (odc. 5, 13, 16, 39-40),
  - Bobby (odc. 12),
  - Frankie (odc. 12),
  - Lenny (odc. 23),
  - Gilbert (odc. 25),
  - Jono (odc. 41, 43),
  - Miles (odc. 62)
- Anna Apostolakis –
  - pani Rothschild i panna Rothschild (odc. 5),
  - pani czytająca ogłoszenia przez radiowęzeł (odc. 8),
  - pani ze stołówki (odc. 8),
  - policjantka (odc. 20),
  - kobieta z klubu książki #1 (odc. 22),
  - Peg (odc. 26)
- Mateusz Ceran –
  - Connor (odc. 5, 9, 11, 17),
  - Rex (odc. 14),
  - Oscar (odc. 23, 41),
  - Hamilton (odc. 30),
  - Derek Moses (odc. 43)
- Izabella Bukowska –
  - Kliki, pilot uniwersalny (odc. 6),
  - Robin (odc. 31)
- Marta Dobecka –
  - Ang (odc. 8),
  - Eiffel (odc. 33),
  - Lilly (odc. 48),
  - Maia Shibutani (odc. 49),
  - Mae Valentine (odc. 51-66, 68-74),
  - Avery (odc. 51, 68),
  - Nelly (odc. 56),
  - Emma Kramden (odc. 65)
- Agnieszka Mrozińska-Jaszczuk – Jordan (odc. 8, 12)
- Paweł Ciołkosz –
  - pan Williams (odc. 8, 16, 35),
  - Abe (odc. 47)
- Elżbieta Kijowska – Eleonor Dumont (odc. 9)
- Joanna Pach-Żbikowska –
  - pani Cupertino (odc. 10, 25),
  - McKenna (odc. 25),
  - klientka (odc. 33),
  - Lucy (odc. 46)
- Brygida Turowska –
  - panna Harvell (odc. 12, 15),
  - pani Cupertino (odc. 12),
  - Paige (odc. 17),
  - Bonnie Milbank (odc. 20),
  - kobieta z klubu książki #2 (odc. 22),
  - Pamela (odc. 41)
- Robert Tondera –
  - papuga Mike (odc. 13),
  - kurier (odc. 15),
  - strażak (odc. 15),
  - Schtinki (odc. 17),
  - Doyle Thomas (odc. 28),
  - Dave Olschewski (odc. 31),
  - pan Montagelli (odc. 60),
  - trener Fessler (odc. 62)
- Zuzanna Galia – Emily (odc. 14)
- Cezary Kwieciński –
  - Dave (odc. 15),
  - Harry (odc. 17),
  - policjant (odc. 20),
  - pan Dexter (odc. 21),
  - docent Bob (odc. 22),
  - widz w kinie (odc. 40),
  - sprzedawca mięsa (odc. 51),
  - Aaron (odc. 74)
- Miriam Aleksandrowicz –
  - pani Valentine (odc. 15),
  - Tanya (odc. 17)
- Mikołaj Klimek –
  - August Valentine (odc. 15),
  - Lou (odc. 27)
- Anna Gajewska – Andrea (odc. 18)
- Adam Krylik –
  - dr Feetoosh (odc. 18),
  - facet ubrany tak jak Nicky (odc. 20),
  - mężczyzna z workiem złota (odc. 21),
  - telefon Toma (odc. 22),
  - Harry Kowalski (odc. 23),
  - Aramis (odc. 26),
  - Declan McManus (odc. 32)
- Paweł Szczesny –
  - Zdumiewający Androoni (odc. 19),
  - dyrektor Tarian (odc. 23, 37, 39, 41, 47, 58-59, 64),
  - gadające krzesło (odc. 68)
- Grzegorz Kwiecień –
  - Phil Milbank (odc. 20),
  - burmistrz (odc. 29)
- Justyna Bojczuk –
  - Jill Milbank (odc. 20),
  - Madison (odc. 22, 30, 61),
  - Sienna (odc. 25),
  - Natlee (odc. 32, 40, 46, 54-55, 58, 60, 62-64, 68),
  - Mae Valentine (odc. 33, 37),
  - Molly (odc. 39),
  - Brianna (odc. 43),
  - Jules Kramden (odc. 47, 50, 65-66)
- Beniamin Lewandowski –
  - Will Milbank (odc. 20),
  - Chet (odc. 22),
  - Kedg (odc. 23),
  - Lewis (odc. 25),
  - Jaymis (odc. 26),
  - Franco (odc. 64)
- Sara Lewandowska –
  - Natlee (odc. 21),
  - Olivia (odc. 51),
  - Millie (odc. 57),
  - Brianna (odc. 63)
- Bartosz Wesołowski –
  - Ty (odc. 25),
  - Ray (odc. 26),
  - Mullet #3 (odc. 49),
  - Langer (odc. 57),
  - Trey (odc. 61-62),
  - Wally (odc. 63),
  - Kipper (odc. 69, 73)
- Magdalena Krylik – Randee (odc. 26)
- Paweł Iwanicki –
  - DJ (odc. 27),
  - Leslie (odc. 28),
  - Jett Masterson (odc. 31),
  - JT Steele (odc. 42)
- Andrzej Chudy – JD McCoy (odc. 27)
- Anna Sztejner –
  - Candace Parker (odc. 27),
  - pani z magicznego zamku (odc. 31)
- Agnieszka Fajlhauer – Daniella Monet (odc. 31)
- Katarzyna Tatarak –
  - pani z informacji (odc. 31),
  - głos GPS (odc. 31)
- Tomasz Steciuk – Wielki Billini (odc. 31)
- Mirosław Wieprzewski –
  - Bzik (odc. 31),
  - Budzik (odc. 50),
  - Doktor Colosso (odc. 68)
- Monika Węgiel –
  - Alex Guarnaschelli (odc. 31),
  - Nilla, masażystka (odc. 32),
  - pani Gressle (odc. 45),
  - pani dyrektor (odc. 73)
- Klementyna Umer –
  - Ciara (odc. 31),
  - Lucy (odc. 33),
  - instruktorka baletu (odc. 33)
- Piotr Bajtlik – Jack Griffo (odc. 31)
- Jakub Szydłowski – jeden ze zbirów (odc. 31)
- Mateusz Narloch –
  - Tim (odc. 32),
  - Dooley (odc. 48, 51-52, 55-56, 58, 60, 63, 69-70, 74)
- Dominika Sell –
  - kurierka (odc. 39),
  - Sharon Dee (odc. 42)
- Miłosz Konkel –
  - Derek Moses (odc. 40),
  - dostawca pizzy (odc. 42),
  - Trey (odc. 43),
  - Mack (odc. 51),
  - Buldożer (odc. 59),
  - Dylan (odc. 61),
  - Jim (odc. 62),
  - Franco (odc. 63, 68)
- Beata Jankowska-Tzimas –
  - mama Dereka (odc. 40),
  - fotografka (odc. 56),
  - dziennikarka (odc. 69),
  - Karin (odc. 72, 74),
  - kucharka Gladys (odc. 72)
- Antoni Scardina –
  - Marshall (odc. 43),
  - Lyle Kramden (odc. 47, 50, 65-66)
- Bartosz Martyna –
  - strażak Hanson (odc. 46),
  - Alex Shibutani (odc. 49)
- Maja Kwiatkowska – Molly (odc. 47)
- Karol Kwiatkowski –
  - George Kramden (odc. 47, 50, 65),
  - Miles (odc. 51-52, 55, 58, 60, 63),
  - Zayn (odc. 72)
- Jarosław Domin – Zach Leben (odc. 49)
- Kamil Pruban – Mullet #1 (odc. 49)
- Maksymilian Bogumił – Mullet #2 (odc. 49)
- Amelia Natkaniec – June (odc. 51, 54-55)
- Mateusz Weber –
  - Klopsik (odc. 59),
  - Joey Montagelli (odc. 60)
- Emilia Niedzielak – Joko (odc. 67)
- Beata Wyrąbkiewicz – Brooklyn (odc. 70-73)
- Agata Skórska –
  - Kicia (odc. 70),
  - Taylie (odc. 73)
- Przemysław Glapiński – pan Wigglesworth (odc. 73)
- Jakub Strach – Mały Ricky

i inni
Lektor: Tomasz Borkowski

## Spis odcinków
| Sezon | Odcinki | Oryginalna emisja | Oryginalna emisja | Oryginalna emisja    | Oryginalna emisja | Oryginalna emisja |
| Sezon | Odcinki | Premiera sezonu   | Finał sezonu      | Premiera sezonu      | Finał sezonu      |                   |
| ----- | ------- | ----------------- | ----------------- | -------------------- | ----------------- | ----------------- |
| 1     | 20      | 13 września 2014  | 24 marca 2015     | 29 listopada 2014    | 19 grudnia 2015   |                   |
| 2     | 25      | 23 maja 2015      | 6 sierpnia 2016   | 15 października 2015 | 19 września 2016  |                   |
| 3     | 23      | 7 stycznia 2017   | 5 sierpnia 2017   | 7 maja 2017          | 8 stycznia 2018   |                   |
| 4     | 14      | 6 stycznia 2018   | 4 sierpnia 2018   | 10 maja 2018         | 2019              |                   |